# Сильбо гомеро

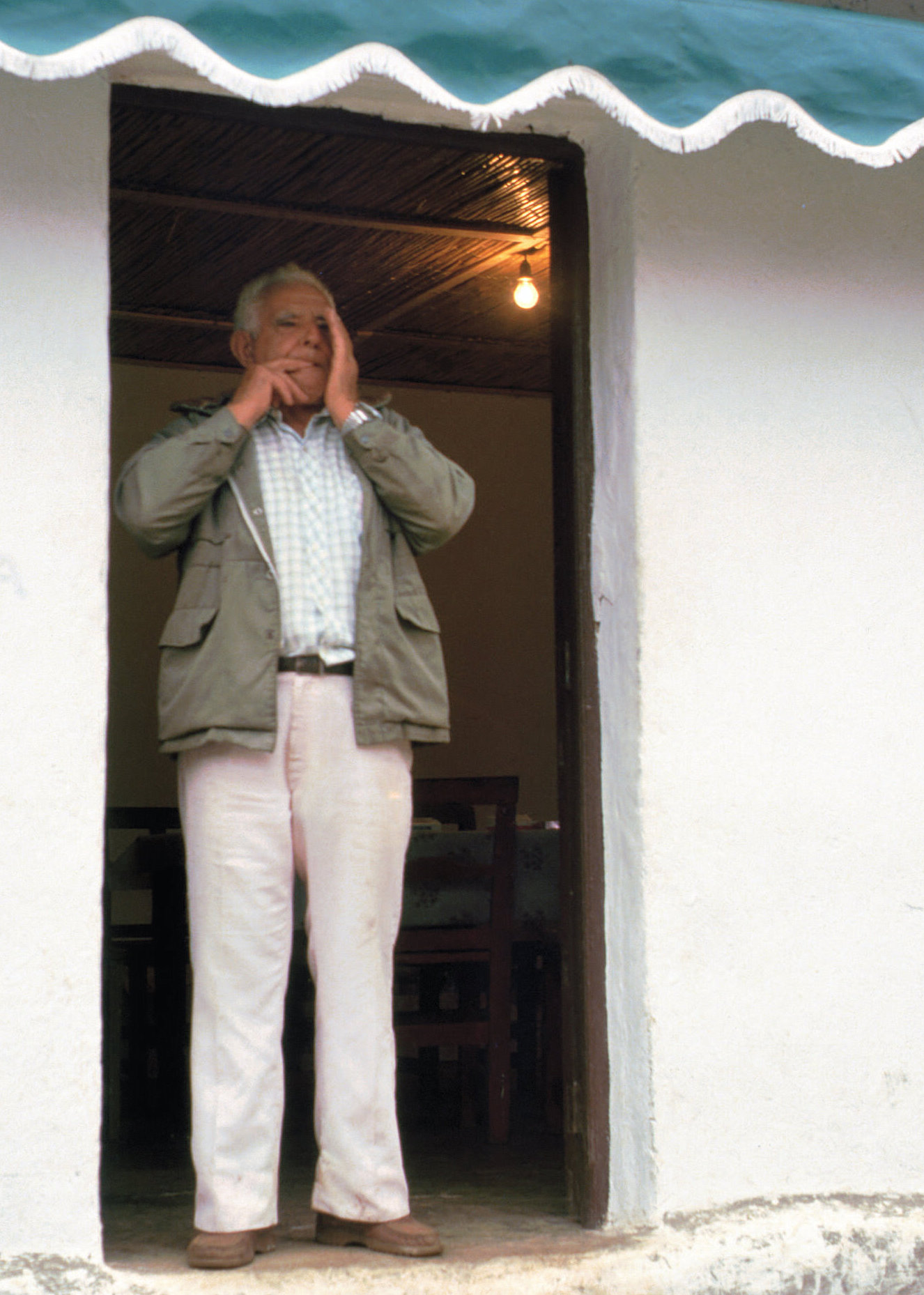

Сильбо гомеро (иногда сильбо-гомера; от исп. el silbo — свист) — свистящий язык на острове Гомера (Канарские острова). Сильбо — свистящая форма одного из диалектов испанского языка. Жители общаются на нём через глубокие ущелья и узкие долины, которыми изрезан весь остров. Носителя сильбо гомеро называют сильбадором (свистуном). В 2009 году язык занесён в Список шедевров устного и нематериального культурного наследия человечества. Он относится к группе романских языков.

## История

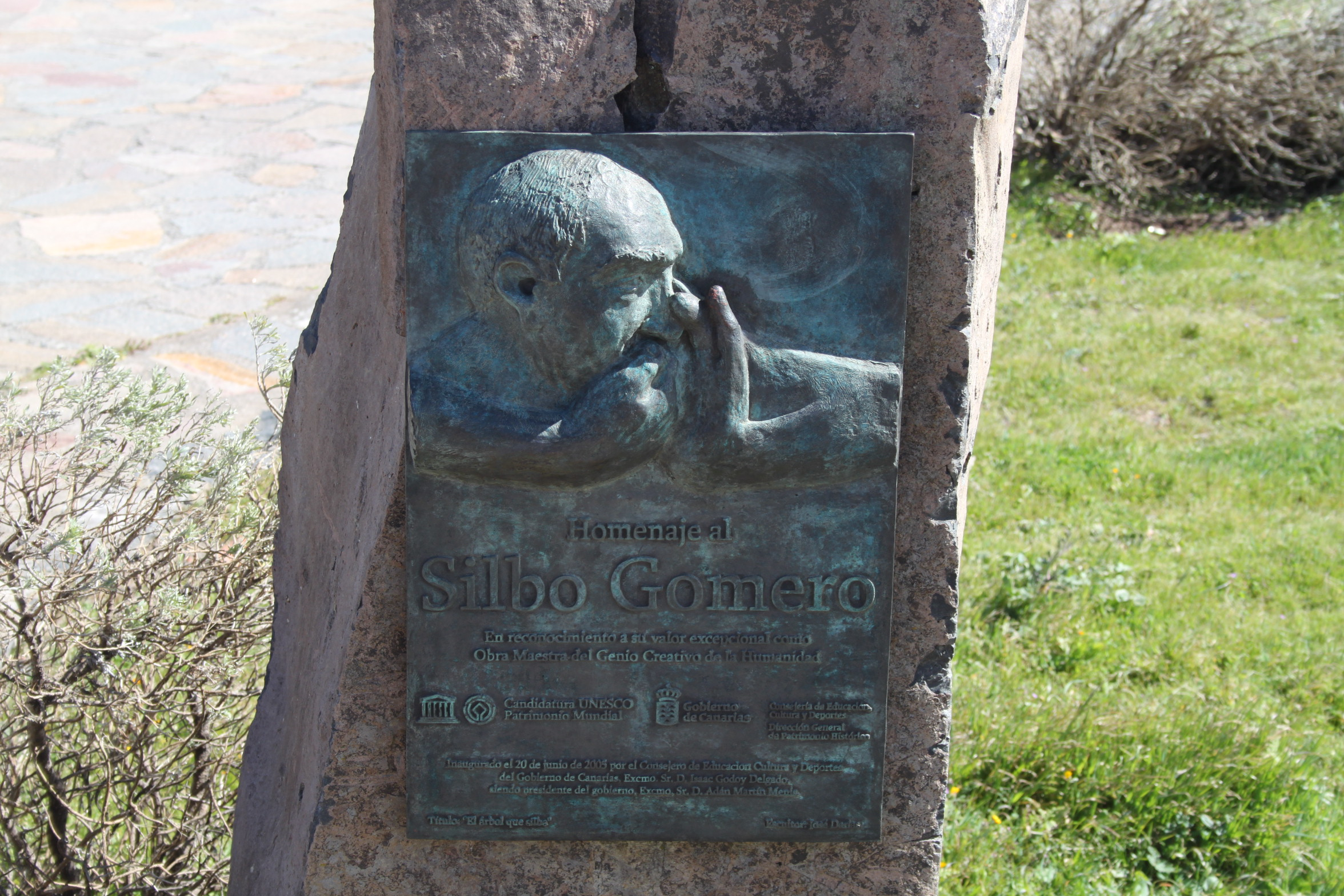
Памятник сильбо гомеро

О древних языках Канарских островов известно немногое. Вероятно, это была достаточно простая фонетическая система, позволявшая эффективно общаться с помощью свиста. Язык свиста предположительно пришёл на остров из Северной Африки. На нём общались гуанчи, жители острова. На нём также говорили на островах Иерро, Тенерифе и Гран-Канария. Испанские колонизаторы, завоевавшие Канарские острова в течение XV века, постепенно смешались с местным населением. В XVI веке они переняли сильбо гомеро и адаптировали его к испанскому языку. Благодаря этому язык сохранился. По состоянию на 1976 год сильбо гомеро сохранялся только на острове Иерро, где был распространён ещё в XIX веке.
В конце XX века, когда он оказался на грани исчезновения, местные власти ввели изучение сильбо гомеро в школах.
Длительное существование сильбо гомеро может объясняться особым ландшафтом острова и простотой овладения этим языком. Язык находится под официальной защитой как пример нематериального культурного наследия.
Практическое объяснение: эхо искажает громкие звуки в горах. Перекрикиваться пастухам (и не только пастухам) в ущельях невозможно из-за эха, но свист позволял доносить информацию до собеседника.

## В популярной культуре
Сюжет румынского криминального триллера «Свистуны» выстроен вокруг изучения и использования сильбо гомеро.